# Partido Comunista Portugués
El Partido Comunista Portugués (PCP) es uno de los principales partidos políticos de Portugal, fundado en 1921 como sección portuguesa de la Internacional Comunista. 
El PCP jugó el papel más importante en la oposición al régimen corporativista de António de Oliveira Salazar, siendo brutalmente reprimido durante los 48 años de permanencia en la clandestinidad. Después de ser uno de los partidos más influyentes a partir de la Revolución de los Claveles, principalmente entre la clase trabajadora, vio reducida su influencia tras la caída de la Unión Soviética y el llamado Bloque del Este en 1991. Aun así, mantiene un gran arraigo y popularidad en amplios sectores de la sociedad portuguesa, como en las zonas rurales del Alentejo, Ribatejo y en los cinturones industriales de Lisboa y Setúbal. Además, conserva una gran influencia sobre la primera central sindical del país, la Confederación General de los Trabajadores Portugueses (CGTP).

## Historia

### Orígenes y fundación del PCP
El Partido Comunista Portugués fue fundado el 6 de marzo de 1921. 
Al acabar la Primera Guerra Mundial, Portugal cayó en una seria crisis económica, motivada en parte por la participación portuguesa en el conflicto junto a los Aliados. Dicha participación creó una gran subida de la inflación y del desempleo. La clase obrera portuguesa respondió a esta situación con una oleada de huelgas, convocadas por la Unión Nacional de Trabajadores (UNT), la primera organización obrera de aquella época en Portugal. Debido a estas huelgas, los trabajadores consiguieron algunos de sus más ansiados objetivos, el principal de ellos el reconocimiento de la jornada laboral de 8 horas diarias. 
En septiembre de 1919 fue fundada la primera confederación sindical de la Historia de Portugal, la Confederación General del Trabajo (CGT), que llegó a los 100.000 afiliados en pocos meses. El creciente poder de la clase obrera y la popularidad de la Revolución de Octubre en Rusia llevaron a la fundación de la Federación Maximalista Portuguesa (FMP) en 1919, con el objetivo de difundir las ideas marxistas y los objetivos revolucionarios entre los trabajadores portugueses. La FMP comenzó publicando el periódico Bandeira Vermelha (Bandera Roja), con una gran difusión. 
Conscientes de la necesidad de crear una "vanguardia de los trabajadores" con el objetivo de la toma del poder, los miembros de la FMP, después de diversos actos en los sindicatos y con la ayuda de la Internacional Comunista, crearon el Partido Comunista Portugués (PCP) en 1921.
A diferencia de la mayoría de partidos comunistas fundados en la misma época por toda Europa, el PCP no surge a través de una escisión de un Partido Socialista o Socialdemócrata, sino a partir de las filas del anarcosindicalismo y el sindicalismo revolucionario. Estas dos corrientes eran en esa época los elementos más activos del movimiento obrero portugués. 
El PCP abrió su primera sede en la calle Arco do Marquês do Alegrete, en Lisboa. Ese mismo año, en 1921, abrió sedes en otras ciudades portuguesas como Oporto, Évora y Beja. Siete meses después de su fundación, el primer número de O Comunista (El Comunista) fue publicado como órgano oficial del PCP. 
El I Congreso del PCP tuvo lugar en noviembre de 1923 en Lisboa, siendo elegido Carlos Rates como su primer secretario general. Al Congreso acudieron alrededor de un centenar de militantes del PCP, quienes reafirmaron su solidaridad con la Unión Soviética y la necesidad de la toma del poder por parte de la clase obrera en Portugal.

### La ilegalización del Partido y la larga lucha antifascista
Después del golpe de Estado militar del 28 de mayo de 1926 el PCP fue ilegalizado, lo que le llevó a mantener su actividad en la clandestinidad. Por una coincidencia, el golpe fue perpetrado mientras se celebraban las sesiones del II Congreso del PCP, que tuvo que ser interrumpido. En 1927 las principales sedes comunistas estaban clausuradas. En 1929 comenzó a ser reorganizado por Bento Gonçalves, a partir de células clandestinas. 

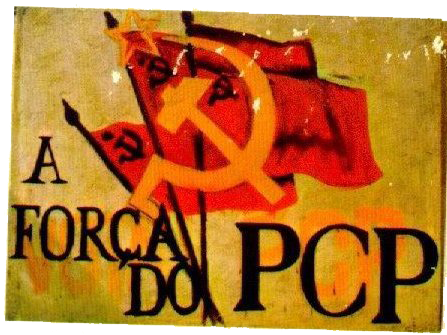
Pegatina del PCP en sus tiempos bajo la clandestinidad.

Después de la subida al poder del régimen profascista de António de Oliveira Salazar en 1933, la represión contra el PCP se acentuó. Muchos de sus militantes fueron detenidos, torturados y ejecutados. Muchos otros fueron enviados a campos de concentración en Cabo Verde, incluyendo al propio Bento Gonçalves, que falleció allí. En 1943, después del proceso conocido como la Reorganización de los 40, el PCP celebró su III Congreso, asumiendo que se uniría con todos aquellos grupos que luchasen contra el fascismo. 
Previamente, en 1938, el PCP fue expulsado de la Internacional Comunista bajo acusaciones de "falta de actividad" y "uso personal de fondos de la Internacional". El documento de expulsión, firmado por Georgi Dimitrov, se enmarca realmente en las purgas internas realizadas por Stalin dentro del movimiento comunista, quien finalmente terminaría por disolver la Komintern en 1943 como gesto de buena voluntad hacia sus aliados occidentales. 
En el IV Congreso del PCP, celebrado en 1946, se defendió "la lucha de masas popular como única vía para el derrocamiento del régimen fascista" y se instituyeron las políticas a seguir para liderar ese movimiento. Durante el V Congreso del PCP se elaboró una política sobre el colonialismo, defendiendo el derecho de cada pueblo a la autodeterminación y dejando claro su apoyo a los movimientos de liberación nacional de las colonias portuguesas: el Movimiento Popular para la Liberación de Angola (MPLA), el FRELIMO de Mozambique o el PAIGC de Guinea-Bissau y Cabo Verde. 
En enero de 1960 un grupo de 10 militantes comunistas se escaparon de la prisión de máxima seguridad de Peniche. Entre los fugados se encontraba Álvaro Cunhal, que sería elegido secretario general tras la muerte de Bento Gonçalves, y Jaime Serra, que formaría parte de un comando militar secreto, la Acción Revolucionaria Armada (ARA), que llevaría a cabo diversas acciones armadas contra la dictadura militar en la década de 1970.
En 1961 comenzó la guerra colonial portuguesa, conocida en Portugal como "Guerra de Ultramar"; primero en Angola, y al año siguiente en Mozambique y Guinea-Bissau. Sería el comienzo de una cruenta guerra de 13 años de duración que sacudiría a la sociedad portuguesa, y que llevaría a miles de portugueses a la emigración en países como Suiza, Francia o Alemania Occidental. El PCP declaró desde el principio su oposición a la guerra y su apoyo a los movimientos de liberación. 
En 1962 tuvo lugar la Crisis Académica. El régimen portugués, temeroso de la creciente oposición entre los estudiantes a la dictadura, ilegalizó diversas asociaciones y organizaciones estudiantiles, incluida la más importante de ellas, el Secretariado Nacional de Estudiantes Portugueses (SNEP). La mayoría de los miembros de esta organización eran intelectuales de inspiración más o menos comunista o izquierdista que fueron perseguidos y a los que se les prohibió continuar sus estudios universitarios. Los estudiantes respondieron con movilizaciones que culminaron en una gran manifestación, el 24 de marzo de 1962, en la que la policía reprimió con tal dureza que hubo centenares de heridos. A partir de ese día los estudiantes encabezaron una larga huelga que marcó un punto de inflexión en la lucha contra la dictadura. Después de la Revolución de los Claveles, el 24 de marzo es celebrado en Portugal como Día Nacional de los Estudiantes. 
En 1965 se celebró el VI Congreso del PCP. Este fue uno de los más importantes de su historia, debido a la influencia del documento de Álvaro Cunhal El camino hacia la victoria (Las tareas del Partido en la Revolución Nacional y Democrática). Distribuido entre todos los militantes de base del PCP y entre muchos trabajadores, contenía 8 objetivos fundamentales, entre otros: "el final de los monopolios en la economía", "la reforma agraria y la redistribución de la tierra" y "la democratización del acceso a la cultura y la educación". Estas políticas eran consideradas esenciales por el PCP para hacer de Portugal un país plenamente democrático. Nueve años después, el 25 de abril de 1974, estalló la Revolución de los Claveles, poniendo fin a 48 años de resistencia antifascista y abriendo un nuevo ciclo en la vida del PCP.

### La Revolución de los Claveles y la democracia
Seis meses después de la Revolución, el 20 de octubre de 1974, tenía lugar el VII Congreso del PCP, en los que se discutirían las tareas inmediatas y los acontecimientos del Proceso Revolucionario en Curso (PREC) que se daba en Portugal. En ese momento los comunistas portugueses cuentan ya con más de 30 000 militantes en sus filas.
El 11 de marzo de 1975 los elementos más izquierdistas del Ejército portugués y la movilización de las masas obreras derrotaron un intento de golpe de Estado del expresidente António de Spínola. Esto tuvo como resultado un gran giro a la izquierda en la política portuguesa. El gobierno de Vasco Gonçalves, un militar de izquierdas simpatizante comunista, nacionalizó la banca, los transportes, la industria del acero, las minas y las empresas de comunicaciones, entre otros sectores clave de la economía. Hasta el diario británico The Times declaró en su portada que "el capitalismo había muerto en Portugal". El PCP apoyó completamente estas medidas y el proceso de reforma agraria en el sur del país, lo que le llevó a ser la fuerza más apoyada entre los campesinos del Alentejo y a ganar las elecciones en Beja y Évora, con más del 50% de los votos. En pleno auge del proceso revolucionario, el PCP alcanza la cifra de 100.000 afiliados en abril de 1975.
Un año después de la Revolución tuvieron lugar las primeras elecciones democráticas a una Asamblea Constituyente. Su objetivo era redactar una Constitución que sustituyese a la de 1933. El PCP consiguió un 12,5% de los votos y 30 diputados. La Constitución resultante incluyó referencias teóricas al socialismo y a la "sociedad sin clases", con la única oposición del derechista Centro Democrático Social (CDS). 
En 1976, tras la aprobación de la Constitución, tuvieron lugar las segundas elecciones democráticas. Los comunistas aumentaron su apoyo hasta el 14,5% y obtuvieron 40 escaños. Ese mismo año tuvo lugar el primer festival del diario Avante! y el VIII Congreso del PCP, que mantuvo como objetivos principales la lucha gradual por el socialismo y la defensa de las conquistas revolucionarias portuguesas como la reforma agraria frente al gobierno de coalición entre el Partido Socialista (PS) de Mário Soares y el CDS. 
En 1979 se celebró el IX Congreso del PCP, que analizó la situación del país tras la Revolución y la necesidad de nacionalizar la economía. Ese mismo año se celebraron nuevas elecciones. El PCP se presentó en coalición con el Movimiento Democrático Portugués (MDP), formando la Alianza Pueblo Unido (APU). Obtuvieron cerca del 19% de los votos y 47 diputados. Estos comicios fueron ganados por la coalición derechista liderada por Francisco Sá Carneiro, que aceleró las políticas conservadoras para desmontar las conquistas más izquierdistas de la Revolución. El PCP, a través del Frente Electoral Pueblo Unido (FEPU), obtuvo importantes victorias en las elecciones municipales.
En 1983, tras la muerte del primer ministro Francisco Sá Carneiro en un accidente de aviación, se convocaron elecciones legislativas. La APU obtuvo el 18,2% de los votos y 44 escaños. Ese mismo año tuvo lugar el X Congreso del PCP. Para este Congreso se alcanzó la cifra de 200.753 afiliados.
En 1986, la victoria del socialista Mario Soares en la primera ronda de las elecciones presidenciales, sobrepasando en votos al candidato comunista Francisco Salgado Zenha, hizo al PCP convocar un Congreso Extraordinario para tomar la decisión de apoyar o no a Soares frente al candidato conservador Diogo Freitas do Amaral. Se decidió el apoyo al candidato del PS, que ganó, gracias a los votos comunistas, por un estrecho margen. En 1987 el gobierno presentó su dimisión, y fueron convocadas nuevas elecciones legislativas. El PCP se presentó en coalición con el Partido Ecologista "Os Verdes" (PEV) e Intervención Democrática (ID), creando la Coalición Democrática Unitaria (CDU). En estos comicios comenzó el declive del voto comunista, bajando al 12,2% y 31 escaños. 

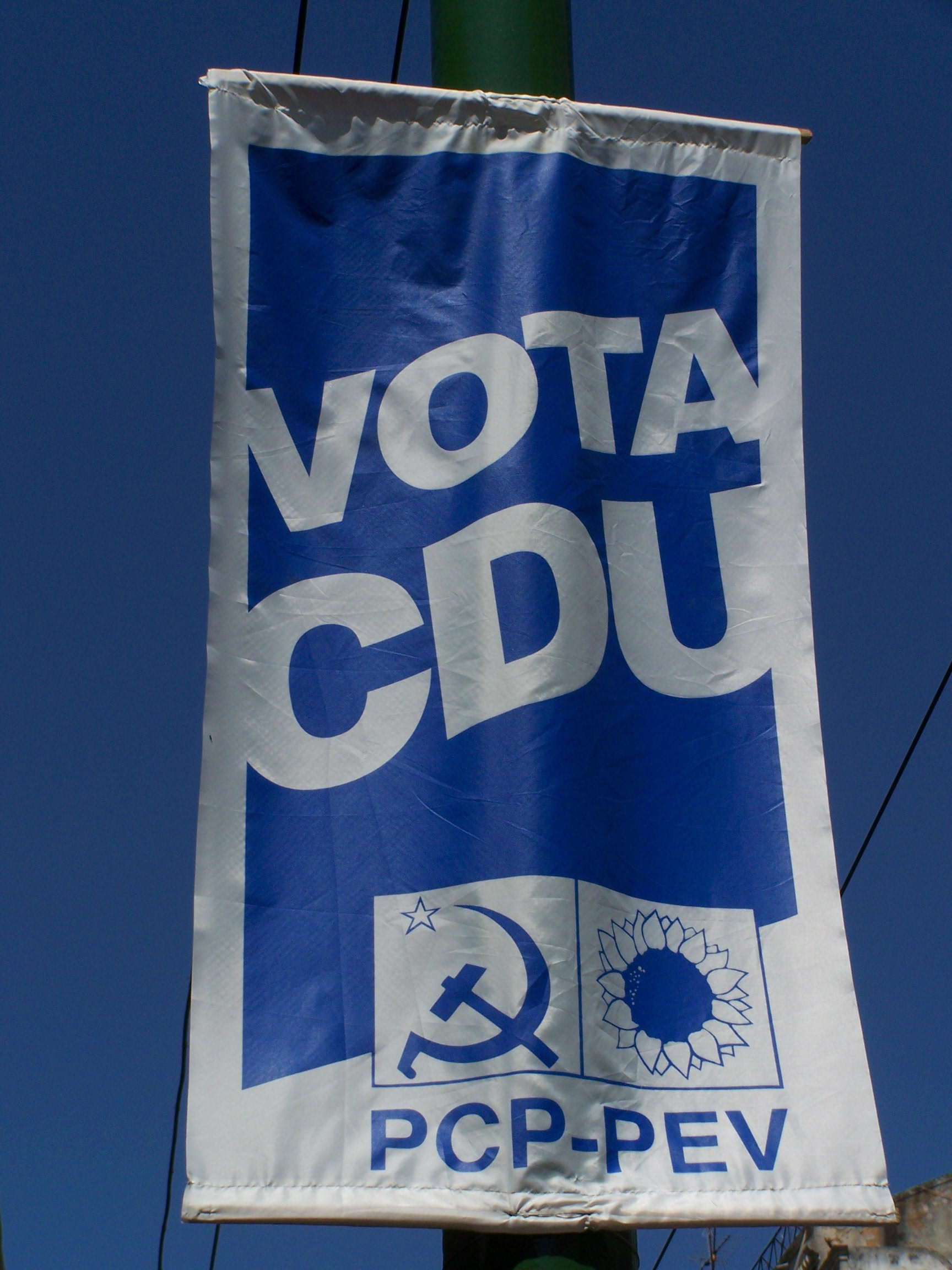
Propaganda electoral de la CDU.

En 1988 fue convocado el XII Congreso del PCP, que aprobó un nuevo programa: Portugal, una democracia avanzada para el siglo XXI. Al año siguiente comenzó la grave crisis que culminó con la caída del Muro de Berlín y de la Unión Soviética. Con muchos militantes abandonando el Partido, se convocó de forma extraordinaria el XIII Congreso del PCP en 1990, reafirmándose por amplia mayoría (a diferencia de muchos otros partidos comunistas europeos) en la "vía revolucionaria al socialismo" y en el marxismo-leninismo. 
En las elecciones de 1991 se acentuó el declive del PCP, con sólo el 8,8% de los votos y 17 escaños. Al año siguiente, en 1992, Carlos Carvalhas fue elegido nuevo secretario general en el XIV Congreso del PCP, reemplazando al veterano Álvaro Cunhal. El PCP analizó la situación internacional tras la caída de la Unión Soviética y el Pacto de Varsovia, así como la estrategia a seguir para derrotar al gobierno conservador de Aníbal Cavaco Silva. En 1995 los socialistas ganaron de nuevo las elecciones, mientras la CDU obtuvo el 8,6%. Después de la crisis general vivida en los partidos comunistas tras la caída de la URSS, el PCP mantenía una militancia de alrededor de 140.000 miembros. 
Tras una grave crisis interna y malos resultados electorales (en 2002 se bajó al 7% de los votos y 12 escaños), en noviembre de 2004 Jerónimo de Sousa sustituó a Carvalhas como secretario general en el XVII Congreso del PCP, cuyo lema fue Democracia y Socialismo: un futuro para Portugal. El PCP aumentó su presencia en la calle apoyando la huelga general de 2002, participando en las movilizaciones contra la guerra de Irak y las del movimiento estudiantil, así como reestructuró su organización interna. En 2005 volvió a la tercera posición en las elecciones legislativas, alcanzando el 7,6% de los votos y 14 diputados. 
El PCP mantiene su base tradicional de apoyo en el sur de Portugal, especialmente en Setúbal y el Alentejo, en el cinturón industrial de Lisboa, y controla con mayoría absoluta 32 municipios, así como mantiene centenares de concejales por todo el país.
En las elecciones presidenciales celebradas en enero de 2006 la CDU presentó a Jerónimo de Sousa, obteniendo un 8,6% de los votos, doblando los anteriores resultados presidenciales.
A finales de 2008, y tras protagonizar diversas movilizaciones contra la política del gobierno de José Sócrates, el PCP celebró su XVIII Congreso, al que llegó, tras un proceso de clarificación organizativa, con 59.000 militantes. En el mismo fue reelegido Sousa como secretario general por unanimidad. En 2009 la actividad del PCP se concentró en las tres citas electorales del año: las europeas, donde mantuvo sus 2 eurodiputados conquistando un espacio electoral cercano al 11%; las municipales, donde sufrió ligeras pérdidas conservando un 10-11% de votos y las legislativas, en las cuales ascendió en votos y escaños, subiendo a 15 la representación parlamentaria de la CDU. En todas ellas fue protagonista de un notable ascenso de la izquierda anticapitalista portuguesa.

## Resultados electorales

### Elecciones generales
| Fecha | Votos     | %           | +/-  | Diputados | +/- | Candidato         | Alianza |
| ----- | --------- | ----------- | ---- | --------- | --- | ----------------- | ------- |
| 1975  | 711 935   | 12,46 (3.º) |      | 30/250    |     | Álvaro Cunhal     |         |
| 1976  | 788 830   | 14,39 (4.º) | 1,93 | 40/263    | 10  | Álvaro Cunhal     |         |
| 1979  | 1 129 322 | 18,80 (3.º) | 4,41 | 44/250    | 4   | Álvaro Cunhal     | APU     |
| 1980  | 1 009 505 | 16,75 (3.º) | 2,05 | 39/250    | 5   | Álvaro Cunhal     | APU     |
| 1983  | 1 031 609 | 18,07 (3.º) | 1,32 | 41/250    | 2   | Álvaro Cunhal     | APU     |
| 1985  | 898 281   | 15,49 (4.º) | 2,58 | 35/250    | 6   | Álvaro Cunhal     | APU     |
| 1987  | 689 137   | 12,14 (3.º) | 3,35 | 29/250    | 6   | Álvaro Cunhal     | CDU     |
| 1991  | 504 583   | 8,80 (3.º)  | 3,34 | 15/230    | 14  | Álvaro Cunhal     | CDU     |
| 1995  | 506 157   | 8,57 (4.º)  | 0,23 | 13/230    | 2   | Carlos Carvalhas  | CDU     |
| 1999  | 487 058   | 8,99 (3.º)  | 0,42 | 15/230    | 2   | Carlos Carvalhas  | CDU     |
| 2002  | 379 870   | 6,94 (4.º)  | 2,05 | 10/230    | 5   | Carlos Carvalhas  | CDU     |
| 2005  | 433 369   | 7,54 (3.º)  | 1,40 | 12/230    | 2   | Jerónimo de Sousa | CDU     |
| 2009  | 446 994   | 7,86 (5.º)  | 0,32 | 13/230    | 1   | Jerónimo de Sousa | CDU     |
| 2011  | 441 147   | 7,90 (4.º)  | 0,04 | 14/230    | 1   | Jerónimo de Sousa | CDU     |
| 2015  | 445 980   | 8,25 (4.º)  | 0,35 | 15/230    | 1   | Jerónimo de Sousa | CDU     |
| 2019  | 332 473   | 6,33 (4.º)  | 1,92 | 10/230    | 5   | Jerónimo de Sousa | CDU     |
| 2022  | 242 478   | 4,29 (6.º)  | 2,04 | 6/230     | 4   | Jerónimo de Sousa | CDU     |
| 2024  | 205 436   | 3,17 (6.º)  | 1,12 | 4/230     | 2   | Paulo Raimundo    | CDU     |
| 2025  | 183 741   | 2,91 (6.º)  | 0,26 | 3/230     | 1   | Paulo Raimundo    | CDU     |

| 1976 | Octávio Rodrigues Pato  | 365,344   | 7.6%  | No |
| 1980 | Carlos Alfredo de Brito | retirado  | -     | No |
| 1986 | Francisco Salgado Zenha | 1.185.867 | 20.6% | No |
| 1991 | Carlos Carvalhas        | 635.867   | 12.9% | No |
| 1996 | Jerónimo de Sousa       | retirado  | -     | No |
| 2001 | António Simões de Abreu | 221.886   | 5.1%  | No |
| 2006 | Jerónimo de Sousa       | 466.428   | 8.6%  | No |
| 2011 | Francisco Lopes         | 300.840   | 6.7%  | No |
| 2016 | Edgar Silva             | 182.905   | 4.0%  | No |
| 2021 | João Ferreira           | 180.473   | 4.3%  | No |

Notas:
- En 1980, Carlos Brito se retiró en favor de Ramalho Eanes.
- En 1986, en la segunda ronda, el Partido apoyó a Mário Soares.
- En 1996, Jerónimo de Sousa se retiró en favor de Jorge Sampaio.

### Elecciones europeas
| Fecha | Votos   | %           | +/-  | Diputados | +/-         |
| ----- | ------- | ----------- | ---- | --------- | ----------- |
| 1987  | 646 640 | 11,81 (4.º) |      | 3/24      |             |
| 1989  | 594 961 | 14,88 (3.º) | 3,07 | 4/24      | 1           |
| 1994  | 339 283 | 11,22 (4.º) | 3,66 | 3/25      | 1           |
| 1999  | 358 404 | 10,65 (3.º) | 0,57 | 2/25      | 1           |
| 2004  | 308 858 | 9,47 (3.º)  | 1,18 | 2/24      | Sin cambios |
| 2009  | 379 787 | 10,64 (4.º) | 1,17 | 2/22      | Sin cambios |
| 2014  | 416 151 | 12,7 (3.º)  | 2,06 | 3/21      | 1           |
| 2019  | 228 156 | 6,88 (4.º)  | 5,82 | 2/21      | 1           |
| 2024  | 162 630 | 4,12 (6.º)  | 2,76 | 1/21      | 1           |

## Medios de comunicación del PCP
El PCP publica el semanario Avante! (Adelante), distribuido por todo Portugal, y la revista bimensual de discusión teórica, O Militante (El Militante). 
Avante! es el periódico distribuido e imprimido ilegalmente durante más tiempo del mundo: desde febrero de 1931 a abril de 1974. En muchas ocasiones sufrió interrupciones debido a la destrucción de sus imprentas o la detención de sus responsables por parte de la PIDE, la policía política de la dictadura salazarista. No obstante, tuvo éxito en evadir la censura y la persecución del régimen, siendo el único periódico que informó libremente de acontecimientos como la Segunda Guerra Mundial, la guerra colonial en África o las masivas huelgas y manifestaciones de los trabajadores y estudiantes portugueses contra la dictadura. Avante! sigue publicándose en la actualidad y cuenta con una edición en línea muy completa y actualizada casi a diario. La Festa do Avante! que celebra cada año el PCP fue denominada así en honor del periódico, al igual que realiza el Partido Comunista Francés (PCF) con su diario L'Humanité.
Tanto Avante! como O Militante son vendidos en todas las sedes del PCP. Comprar Avante! cada semana es considerado uno de los deberes de cada militante comunista. Además, es vendido en muchos kioscos del país y en las empresas y barrios por los militantes del PCP. 
Durante la última campaña electoral el PCP lanzó un programa de radio en su página web oficial, que es considerada desde el último Congreso como objeto de especial atención propagandística, al igual que el periódico o la revista teórica. 
Normalmente, las campañas políticas y movilizaciones que convoca el PCP están acompañadas de masivos repartos de panfletos y pegadas de carteles en fábricas, universidades, estaciones de transporte y en las principales calles de las primeras ciudades de Portugal. Es habitual ver en cada localidad portuguesa enormes vallas publicitarias o grandes cartelones de cada campaña específica. Los espacios que la ley portuguesa garantiza regularmente a los partidos políticos en la televisión son también utilizados por el Partido. 
El PCP además posee una editorial, Ediciones Avante!, que publica libros de los autores clásicos del marxismo, así como obras sobre la historia del PCP o de dirigentes como Álvaro Cunhal. 
Muy recientemente fue creada además una cadena de radio por Internet, Comunic, que ofrece entrevistas, música, información y propaganda del PCP.

## La organización juvenil
La organización juvenil del PCP es la Juventud Comunista Portuguesa (JCP), fundada el 10 de noviembre de 1979, tras la unificación de la Unión de Estudiantes Comunistas (UEC) y la Unión de Jóvenes Comunistas (UJC). La JCP es miembro de la Federación Mundial de la Juventud Democrática.
Principalmente integrada por jóvenes estudiantes y trabajadores, la JCP hace suyo entre la juventud el programa del PCP y se moviliza junto a él, y realiza distintas actividades de solidaridad con Cuba, Venezuela o Palestina.
Además, mantiene una fuerte organización estudiantil en la enseñanza media y la universidad. El diputado más joven de la Asamblea de la República, Miguel Tiago Rosado, es militante de la JCP.

## Secretarios generales del PCP
| Período    | Secretario general | Secretario general |
| ---------- | ------------------ | ------------------ |
| 1921-1929  |                    | José Carlos Rates  |
| 1929-1942  |                    | Bento Gonçalves    |
| 1942-1961  | Puesto vacante     | Puesto vacante     |
| 1961-1992  |                    | Álvaro Cunhal      |
| 1992-2004  |                    | Carlos Carvalhas   |
| 2004-2022  |                    | Jerónimo de Sousa  |
| Desde 2022 |                    | Paulo Raimundo     |

## Más información
- Portugal
- Revolución de los Claveles
- Coalición Democrática Unitaria
- Confederación General de los Trabajadores Portugueses
- Estado Novo
- Avante!
- Marxismo
- Marxismo-leninismo
- Internacional Comunista